# Jadarska Lešnica
Jadarska Lešnica (em cirílico: Јадарска Лешница) é uma vila da Sérvia localizada no município de Loznica, pertencente ao distrito de Mačva, na região de Podrinje Jadar. A sua população era de 1937 habitantes segundo o censo de 2011.

## Demografia
| 1948  | 1953  | 1961  | 1971  | 1981  | 1991  | 2002  | 2011  |
| ----- | ----- | ----- | ----- | ----- | ----- | ----- | ----- |
| 1 957 | 2 023 | 2 039 | 2 039 | 2 355 | 2 280 | 2 088 | 1 937 |